# Mandav
Mandav è una suddivisione dell'India, classificata come nagar panchayat, di 8.545 abitanti, situata nel distretto di Dhar, nello stato federato del Madhya Pradesh. In base al numero di abitanti la città rientra nella classe V (da 5.000 a 9.999 persone).

## Geografia fisica
La città è situata a 22° 21' 09 N e 75° 24' 46 E.

## Società

### Evoluzione demografica
Al censimento del 2001 la popolazione di Mandav assommava a 8.545 persone, delle quali 4.369 maschi e 4.176 femmine. I bambini di età inferiore o uguale ai sei anni assommavano a 1.750, dei quali 911 maschi e 839 femmine. Infine, coloro che erano in grado di saper almeno leggere e scrivere erano 2.708, dei quali 1.788 maschi e 920 femmine.